# Geothlypis aequinoctialis
Mariquita-mascarada-nortenha, pia-cobra-do-amazonas ou pia-cobra (Geothlypis aequinoctialis), também conhecido popularmente como caga-sebo, canário-do-brejo ou curió-do-brejo, é uma ave passeriforme da família Parulidae.

## Caracterização
O pia-cobra possui aproximadamente 13,5 cm de comprimento e pesa 12 gramas. Apresenta dimorfismo sexual: o macho adulto possui uma máscara negra e píleo cinzento, ausente na fêmea e nos imaturos. Apresenta as partes inferiores amarelo-vivo e uma longa e larga cauda.
Vive em brejos com arbustos, buritizais, restinga e matas de galeria. Alimenta-se de insetos, principalmente lagartas. Ocorre do Panamá até a maior parte da América do Sul. É encontrado em todas as regiões do Brasil.